# Misisípico
| Era Eratema | Periodo Sistema | Periodo Sistema                | Época Serie       | Edad Piso                    | Inicio, en millones de años |
| ----------- | --------------- | ------------------------------ | ----------------- | ---------------------------- | --------------------------- |
| Paleozoico  | Pérmico         | Pérmico                        | Pérmico           | Pérmico                      | 298,9±0,15                  |
| Paleozoico  | Carbo- nífero   | Pensil- vánico Pensil- vaniano | Superior/Tardío   | Gzheliense Gzheliano         | 303,7±0,1                   |
| Paleozoico  | Carbo- nífero   | Pensil- vánico Pensil- vaniano | Superior/Tardío   | Kasimoviense Kasimoviano     | 307,0 ±0,1                  |
| Paleozoico  | Carbo- nífero   | Pensil- vánico Pensil- vaniano | Medio             | Moscoviense Moscoviano       | 315,2±0,2                   |
| Paleozoico  | Carbo- nífero   | Pensil- vánico Pensil- vaniano | Inferior/Temprano | Bashkiriense Bashkiriano     | 323,4±0,4                   |
| Paleozoico  | Carbo- nífero   | Misisípico Misisi- piano       | Superior/Tardío   | Serpukhoviense Serpukhoviano | 330,3±0,4                   |
| Paleozoico  | Carbo- nífero   | Misisípico Misisi- piano       | Medio             | Viseense Viseano             | 346,7±0,4                   |
| Paleozoico  | Carbo- nífero   | Misisípico Misisi- piano       | Inferior/Temprano | Tournaisiense Tournaisiano   | 358,86±0,19                 |
| Paleozoico  | Devónico        | Devónico                       | Devónico          | Devónico                     | 419,62±1,36                 |
| Paleozoico  | Silúrico        | Silúrico                       | Silúrico          | Silúrico                     | 443,1±0,9                   |
| Paleozoico  | Ordovícico      | Ordovícico                     | Ordovícico        | Ordovícico                   | 486,8 ±1,5                  |
| Paleozoico  | Cámbrico        | Cámbrico                       | Cámbrico          | Cámbrico                     | 538,8±0,6                   |

El Misisípico o Misisipiano es el primer subsistema y subperíodo del Carbonífero en la escala temporal geológica. Sucede al Devónico y antecede al Pensilvánico. Comienza hace unos 359 millones de años y finaliza hace unos 323 millones de años. Está dividido en tres series/épocas: Misisípico Inferior y Misisípico Medio y Misisípico Superior. Ha recibido también los nombres, hoy informales u obsoletos, de Misisipiense y Carbonífero Inferior.
En Norteamérica consideran al Misisípico y al Pensilvánico como sistemas geológicos, no contemplando el Carbonífero, pero la Comisión Internacional de Estratigrafía los ha establecido como subsistemas del Carbonífero para la escala cronoestratigráfica global. En Europa, se han usado tradicionalmente los términos Westfaliense y Estefaniense (inferior y superior respectivamente) para dividir los materiales carboníferos. 
El Misisípico se denomina así porque en el valle del río Misisipi están expuestas rocas de este subsistema.
Durante el Misisípico se produjo una importante fase de la orogénesis de los montes Apalaches.